# 石珪
石 珪（せき けい、? - 1223年）は、モンゴル帝国に仕えた漢人の一人。泰安州新泰県の出身。本貫は兗州奉符県。当初は「紅襖軍」と呼ばれる反乱軍の頭目の一人として南宋に帰順し金朝と戦ったが、後に南宋を見限ってモンゴル帝国に投降したことで知られる。一方で、妻子を見殺しにしてまでモンゴルに降ったことや、金朝の捕虜となった際にはモンゴルへの忠誠を貫いて殺されたことなどから、『元史』では忠義伝に立伝されている。

## 概要
石珪は北宋時代に「徂徠先生」と号した儒家の石介の末裔で、恵まれた体格を持ちながら、先祖に倣って学問にも励む人物であった。金朝末期、モンゴル軍の侵攻と貞祐の南遷によって華北一帯が荒廃すると、石珪は郷里の若者を率いて自衛し、陳敬宗と張都統・李覇王の兵を亀蒙山で破った。この頃、山東地方では金と南宋間の戦争（開禧用兵）で生活の困窮した民衆が「紅襖」と呼ばれる反乱軍を形成しており、泰安一帯は1212年（崇慶元年/嘉定5年/壬申）に蜂起した劉二祖率いる勢力が支配するようになり、石珪も劉二祖の支配下に入った。しかし1215年（貞祐3年/嘉定8年/乙亥）に金の討伐軍によって劉二祖が殺されると、霍儀が勢力を継承し、石珪と彭義斌・夏全・時青・裴淵・葛平・楊徳広・王顕忠らがこれに従った。しかし、沂州攻撃に失敗した霍儀も斬殺されると、その残党の一部は彭義斌に率いられて李全に合流し、残りは石珪・夏全が統率することとなった。一方、劉二祖と紅襖軍勢力を2分していた楊安児も劉二祖に先んじて討伐されており、こちらは李全がその地位を継承していた。
1217年（貞祐5年/嘉定10年/丁丑）、モンゴル軍の再侵攻と連動して南宋も金朝と開戦すると、石珪ら紅襖軍は南宋側から金朝領侵攻の尖兵として注目されるようになった。1218年（興定2年/嘉定11年/戊寅）に入ると紅襖軍から南宋に逃れていた季先の働きかけによってまず李全が南宋に投降し、時期は不明であるが前後して石珪も南宋に降り、これ以後石珪ら紅襖軍は南宋側から「忠義軍」と呼ばれるようになった。又同年、チンギス・カンがジュブカンを使者と派遣して南宋と和議を結んだため、1219年（興定3年/嘉定12年/己卯）に石珪は配下の劉順を中央アジア遠征中のチンギス・カンの下に派遣した。チンギス・カンは劉順を厚く労い、たとえ南宋との和議が敗れても石珪の一家とは永く良い関係を結ぼうと語ったため、報告を受けた石珪はモンゴルに降ることを考えるようになったという。
一方、この頃の紅襖軍＝忠義軍は石珪・李全・沈鐸と季先の3勢力に大きく分かれていたが、そもそも紅襖軍が南宋に降る切っ掛けを作った沈鐸と季先が特に厚遇されており、石珪は沈鐸と季先に対して不満を抱いていたようである。また、1218年（嘉定11年）2月に戦死した高忠軍を李全が継承し亀山に駐屯するようになったことは石珪らの地位を相対的に低下させ、石珪は紅襖軍＝忠義軍の中で最も劣位で困窮した状況に置かれることとなった。更に、紅襖軍の支配する山東地方から南宋に来帰する者があまりにも多かったため、南宋から紅襖軍への糧食支援（「忠義糧」と呼ばれていた）が滞るようになり、これに不満を抱いた石珪は1219年（嘉定12年）1月に運糧の舟を奪い、2月には2万人を率いて淮河を渡り南宋領の南度門を攻撃した。権楚州の梁丙は紅襖軍の王顕臣・高友・趙邦永らに協力を求めたものの敗れ、王顕臣・高友・趙邦永らは石珪と遭遇すると下馬して山東語で話し合い戦闘をやめてしまったため、李全が仲介にはいることでようやく石珪は兵を収めた。こうして石珪の起こした内紛は収まったが、この頃金軍が淮西に進出していた事から、これに対処するために李全と石珪は盱眙県に派遣されることとなった。
1220年（興定4年/嘉定13年/庚辰）6月、季先が南宋朝廷の指示によって殺された後、南宋側は指導者を失った忠義軍を南宋から送り込んだ陳選に率いさせようと図った。ところが、予想に反して季先の配下であった裴淵・宋徳珍・孫武正・王義深・張山・張友らは南宋の要請を拒絶し、盱眙に駐屯していた石珪を指導者として迎え入れた。そこでやむなく、南宋朝廷は石珪に「漣水忠義軍統轄」の地位を授けた。一方、陳選を送り込もうとしていた賈涉はこれを恥とし、石珪の軍を6つに分けて分散させようとしたが、裴淵らは依然として石珪を主として仰いでいた。この間の経緯を注視していた李全は石珪を討伐することを申し出たが賈涉は決断できず、最終的には「淮河に戦艦を布陣して石珪を威嚇し、然る後に石珪を招き、来る者には銭糧を増やし、至らざる者には支援を止めるよう通達すれば、石珪の一党は自壊するであろう」という策を採用した。
ここに至り追い詰められた石珪は妻の孔氏と息子の石金山を見捨てて淮河を渡りモンゴルに降ることを決意し、1220年（嘉定13年）12月に裴淵を殺害して宋徳珍・孫武正らとともにモンゴルの陣営に向かった。これを追った南宋の将は「太尉（石珪）が戻れば、太尉の妻子に危害は加えない」と呼びかけたが石珪は顧みなかったため、石珪の妻子は淮河に沈められてしまった。遂にモンゴルの勢力圏に入った石珪はこの頃華北に駐屯していたムカリに降り、これを喜んだムカリは「東平・南京を得たようなものだ」と語ったという。一方、残された「漣水忠義軍」は李全が吸収し、これによって紅襖軍系の勢力は全て李全の傘下に入ることとなった。
1221年（辛巳）、ムカリは石珪に光禄大夫・済兗単三州兵馬都総管・山東路行元帥の地位を授け、金虎符を与えた。1223年（癸未）にはチンギス・カンより妻子を棄ててまでモンゴルに降ったことを労う言葉と、改めて金紫光禄大夫・東平兵馬都総管・山東諸路都元帥の地位を授けることが伝えられた。
同年7月に石珪は曹州を攻めたが、金朝の将の鄭従宜に敗れて包囲され、救援の兵が至らない内に捕虜にされてしまった。金朝の首都の開封まで石珪は連行され、その人となりを評価した金朝皇帝より金に降るよう誘われたが、石珪はこれを峻拒した。怒った皇帝はこれを処刑して市街に晒し、後に石珪の部下達は兗州に社を立てて石珪を祀ったという。残された息子の石天禄は父の地位を継ぎ、金朝との戦いに活躍した。